# PQ Большого Пса
PQ Большого Пса (лат. PQ Canis Majoris) — одиночная переменная звезда в созвездии Большого Пса на расстоянии (вычисленном из значения параллакса) приблизительно 4566 световых лет (около 1400 парсеков) от Солнца. Видимая звёздная величина звезды — от более +14,3m до +12,1m.

## Характеристики
PQ Большого Пса — красная пульсирующая переменная звезда, мирида (M) спектрального класса M4e.